# François Gardier
François Gardier (Ayeneux, 27 maart 1903 - Seraing, 15 februari 1971) was een Belgisch wielrenner. Hij was beroepsrenner van 1928 tot 1937.

## Belangrijkste overwinningen
1927
- Eindklassement Ronde van België voor onafhankelijken

1933
- Luik-Bastenaken-Luik

1934
- Eindklassement Ronde van België

## Resultaten in voornaamste wedstrijden
| Jaar | Parijs-Roubaix | Luik-Bast.‑Luik |
| ---- | -------------- | --------------- |
| 1927 |                | 7e              |
| 1928 |                |                 |
| 1929 |                |                 |
| 1930 |                | Brons           |
| 1931 |                |                 |
| 1932 |                | 13e             |
| 1933 | 41e            | Goud            |
| 1934 |                | 4e              |